# Райделл, Марк
Марк Райделл (англ. Mark Rydell) — американский киноактёр, кинорежиссёр и продюсер. Его фильмы — многократные номинанты на различные премии, в том числе и на премию «Оскар». Номинировался на премию награды киноакадемии в категории «Лучший режиссёр» за фильм «На золотом озере» (1981).

## Фильмография

### Актёр
- 1956 — Преступность на улицах — Лу Маклин
- 1973 — Долгое прощание — Марти Огастин
- 1988 — Изюминка — Ромео
- 2001 — Джеймс Дин — Джек Уорнер, глава студии «Warner Bros.», заключивший контракт с Дином
- 2002 — Голливудский финал — Эл

### Режиссёр

#### Фильмы
- 1967 — Лис
- 1969 — Воры
- 1972 — Ковбои
- 1973 — Увольнение до полуночи
- 1976 — Гарри и Уолтер едут в Нью-Йорк
- 1979 — Роза
- 1981 — На золотом озере
- 1984 — Река
- 1991 — Для наших ребят
- 1994 — На перепутье
- 2001 — Джеймс Дин
- 2006 — Крупная ставка

#### Телесериалы
- 1964 — Мистер Новак
- 1963–64 — Бен Кейси
- 1964 — Репортер
- 1965 — Люди Слэттери
- 1965 — Шпион
- 1966 — Дикий, дикий запад
- 1965–66 — Долгое жаркое лето
- 1966 — Беглец
- 1964–66 — Дымок из ствола
- 1976 — Семья
- 1993 — МакБрайт и Грум
- 1996 — Преступление века
- 2007 — Хроники будущего